# Inua
Dans la mythologie inuite, Inua ou Inuat désigne une sorte d'âme existante chez tous les personnes, animaux, lacs, montagnes et plantes. Elles étaient parfois personnifiées dans la mythologie. Ce concept est semblable au terme « mana ».